# Stormschool

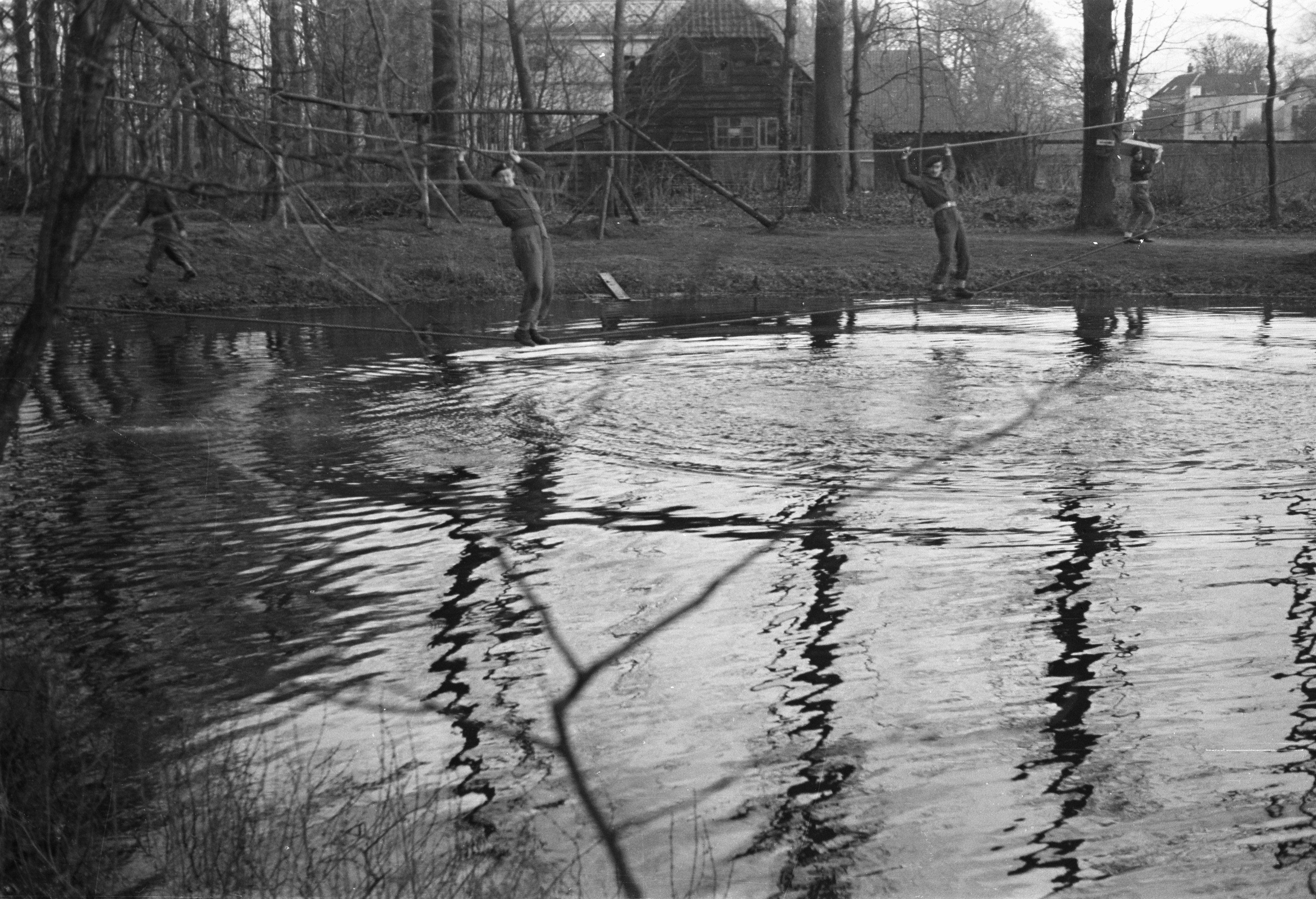
Training in 1946

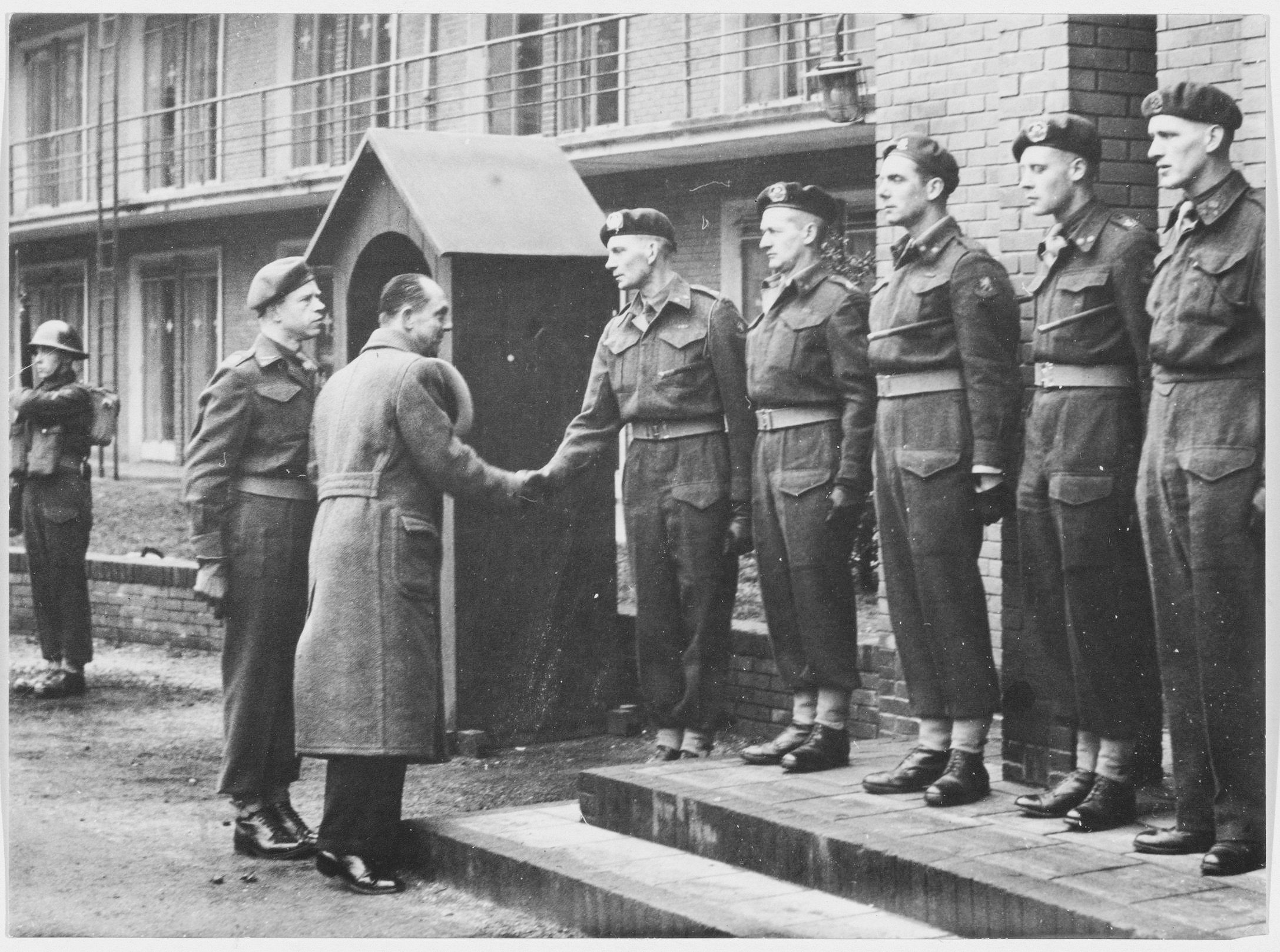
Minister Alexander Fiévez wordt tijdens zijn bezoek aan de Stormschool voorgesteld aan de officieren (1948)

De Stormschool te Bloemendaal was een opleidingsinstituut van de Koninklijke Landmacht dat actief was van 1945 tot 1949. Het diende als belangrijk trainingscentrum tijdens de periode van de Nederlandse betrokkenheid in Indonesische Onafhankelijkheidsoorlog.
Na de Tweede Wereldoorlog had de Koninklijke Landmacht aanvankelijk geen toegang tot dienstplichtigen en was daarom afhankelijk van vrijwilligers en militairen die uit gevangenschap waren teruggekeerd. In Bloemendaal werd het voormalige bejaardentehuis "Wildhoef" aangewezen als een van de locaties waar de landmacht opleidingen kon verzorgen. In 1945 werd hier het 6e Koninklijk Infanterie Depot opgericht, dat verantwoordelijk was voor kaderopleidingen en gevechtstraining. Deze eenheid kreeg al snel de naam "Stormschool" en stond onder bevel van luitenant-kolonel Jan Gualthérie van Weezel.
Na het ontbinden van No. 2 Dutch Troop werden de kaderleden van deze eenheid als instructeurs bij de Stormschool geplaatst. Hierdoor was het niet verrassend dat de commandosfeer prominent aanwezig was in de opleidingen. In april 1948 kreeg de Stormschool toestemming om ongeveer twintig beroepsmilitairen op te leiden tot commando's. Deze militairen zouden in navolging van de ervaren troepen dienstdoen als instructeurs. Uiteindelijk behaalden tien van de twintig cursisten de Groene Baret.
In 1949 werd de commandant van de Stormschool gedwongen op zoek te gaan naar een nieuwe locatie voor zijn eenheid. Na het bezoeken van verschillende locaties koos hij uiteindelijk voor de Engelbrecht van Nassaukazerne in Roosendaal. In 1950 waren al ongeveer honderd officieren en onderofficieren van het opgeheven Regiment Speciale Troepen als instructeurs geplaatst bij de Stormschool. Deze kaderleden waren recentelijk teruggekeerd uit voormalig Nederlands-Indië.
Op 1 juli 1950 werd de Stormschool omgevormd tot het Korps Commandotroepen, omdat er behoefte bleef bestaan aan gespecialiseerde eenheden binnen de Nederlandse Krijgsmacht. Het Korps Commandotroepen zet tot op de dag van vandaag de tradities voort die begonnen zijn met de Stormschool te Bloemendaal.